# Linkscommunisme
Het linkscommunisme is een verzameling van stromingen binnen de communistische beweging. De voornaamst overeenkomst van deze stromingen is dat zij kritisch zijn over de politieke ideologie van de bolsjewieken onder leiding van Vladimir Lenin. De eerste linkscommunisten waren in eerste instantie aanhangers van de Russische Revolutie, maar waren kritisch over de ontwikkeling van de jonge Sovjet-Unie, die zij later zouden verwerpen als staatskapitalistisch. Daarnaast zouden later ook sommige linkscommunisten zelfs de Russische Revolutie als geheel verwerpen. Linkscommunisten zien hun ideologie als meer authentiek marxistisch en proletarisch dan het leninisme, dat werd geadopteerd door de Communistische Internationale na zijn eerste en tweede congres. Zij worden verenigd door anti-leninisme, verzet tegen nationalisme en non-participatie in verkiezingen.
Het linkscommunisme is een verzamelterm van verschillende marxistische stromingen, zoals radencommunisme, Arbeidersoppositie van Aleksandra Kollontaj, marxistisch autonomisme en het situationisme. Aanhangers van het linkscommunisme zijn onder andere Amadeo Bordiga, Herman Gorter, Anton Pannekoek, Otto Rühle, Karl Korsch, Sylvia Pankhurst en Paul Mattick. Hoewel Rosa Luxemburg stierf voordat het linkscommunisme een aparte tendens werd, heeft zij een grote invloed gehad op het linkscommunisme, zowel politiek als theoretisch. 
Lenin schreef in 1920 het geschrift De linkse stroming, een kinderziekte van het communisme tegen de toenmalige linkse stroming binnen de internationale communistische beweging. Hierin bekritiseerde hij onder andere Amadeo Bordiga, Kommunistische Arbeiter-Partei Deutschlands (KAPD), de Britse Workers' Socialist Federation van Pankhurst, en niet bij naam genoemde “enkele leden van de Communistische Partij van Holland”. Deze stromingen waren tegen deelname aan parlementsverkiezingen in kapitalistische landen en soms ook tegen deelname aan niet-communistische vakbonden, terwijl Lenin daar een voorstander was in de periode voor een revolutie. In marxistisch-leninistische kringen wordt naar het linkscommunisme, zoals Lenin dat bekritiseerde, ook verwezen als gauchisme.
Er bestaan tegenwoordig slechts een klein aantal linkscommunistische organisaties. Een voorbeeld is de Internationale Kommunistische Stroming, die ook in Nederland en België is georganiseerd.